# Mausoleo de Harper y entrada conmemorativa de George W. Harper
El Mausoleo de Harper y entrada conmemorativa de George W. Harper (en inglés, Harper Mausoleum and George W. Harper Memorial Entrance) son un par de estructuras funerarias en el cementerio del pueblo en Cedarville, en el estado de Ohio (Estados Unidos). Conmemorando a uno de los ciudadanos más ricos del siglo XIX de Cedarville. El mausoleo y la entrada conmemorativa han sido declaradas sitio histórico debido a su diseño distintivo de estilo neoegipcio.

## George W. Harper
George W. Harper nació en 1825 en una familia que había emigrado de Harpers Ferry, en 1812. Al llegar a la edad de dieciocho años, después de asistir a las escuelas comunes, Harper entró en el comercio de ganado en Illinois y se hizo rico. Habiéndose casado en 1860, él y su esposa se unieron a las filas de los terratenientes más grandes del condado de Greene; en 1881, su propiedad comprendía aproximadamente 445 ha, y residían en la mejor vivienda de Cedarville. Harper también era dueño de un banco en Cedarville, George W. Harper Banking Company, que operó hasta que Exchange Bank lo compró en 1896. : 679 Los Harper donaron dinero para la educación: poco después de que la Iglesia Presbiteriana Reformada New Light fundara el Cedarville College alrededor de 1900, le dieron 5000 dólares al colegio para dotar una cátedra en economía. : 467 

## Entrada al mausoleo y al cementerio
Harper es conmemorado post mortem por dos estructuras en el cementerio de Cedarville. Construido en 1915,  la puerta de entrada al cementerio y un mausoleo familiar son ejemplos significativos de la arquitectura neoegipcia; algunos de sus motivos evocan los conceptos del antiguo Egipto sobre el más allá, incluidas dos esfinges. Construidos en granito sobre cimientos de piedra, los dos elementos están conectados por el camino principal del cementerio, que se extiende desde la entrada en la puerta de entrada a un camino circular que rodea la loma sobre la que se encuentra el mausoleo. Este incluye elementos estructurales como columnas cuyos capiteles tienen hojas de palma, una cornisa con un diseño de un buitre y un disco solar, y las flores de loto están representadas en las puertas dobles de bronce. La puerta de entrada está formada por postes de granito que soportan puertas de hierro fundido y rematadas con grandes esferas de granito.

## Protección
En 1988, el mausoleo de Harper y la entrada conmemorativa se incluyeron juntos en el Registro Nacional de Lugares Históricos. Si bien las propiedades de los cementerios generalmente no son elegibles para su inclusión en el Registro Nacional, se pueden hacer excepciones para los componentes del cementerio de diseño distintivo, y las estructuras de Harper se consideraron ejemplos importantes de la arquitectura mortuoria de principios del siglo XX, y surge un significado adicional de su lugar en el corazón y en la entrada al cementerio: producen un sentido de lugar en los visitantes del cementerio. Las propiedades son una de las dos ubicaciones de Cedarville en el Registro Nacional, junto con el teatro de ópera del pueblo en el centro de Main Street.